# 슈타디온 안토나 말라틴스케호
슈타디온 안토나 말라틴스케호(슬로바키아어: Štadión Antona Malatinského)는 슬로바키아 트르나바에 위치한 축구 경기장이다. FC 스파르타크 트르나바의 홈 구장으로 사용되고 있으며 수용 인원은 19,200명이다. 슬로바키아에서 2번째로 규모가 큰 축구 경기장이기도 하다. 현재의 경기장 이름은 1998년에 명명되었는데 이는 트르나바 출신의 축구 선수인 안톤 말라틴스키(Anton Malatinský)를 기념하기 위해 붙여진 이름이다.
1921년에 개장했으며 1996년부터는 슬로바키아 축구 국가대표팀의 홈 구장으로도 사용되고 있다. 2013년부터 2015년까지 경기장 인근에 위치한 쇼핑 센터인 시티 아레나(City Arena)를 건립하는 공사와 함께 경기장 재건축 공사를 진행하는 대규모 건설 프로젝트가 진행되었다. 이 과정에서 7,700만 유로가 프로젝트 비용으로 투입되었고 이 가운데 2,800만 유로가 경기장 재건축 비용으로 투입되었다.

## 기록

### 2002년 FIFA 월드컵 유럽 지역 예선
| 날짜            | 팀 1       | 스코어 | 팀 2         | 라운드 |
| --------------- | ---------- | ------ | ------------ | ------ |
| 2001년 3월 28일 | 슬로바키아 | 3 - 1  | 아제르바이잔 | 4조    |